# Viciria concolor
Viciria concolor är en spindelart som beskrevs av George William Peckham och Elizabeth Maria Gifford Peckham 1907. Viciria concolor ingår i släktet Viciria och familjen hoppspindlar. Inga underarter finns listade i Catalogue of Life.